# Consonne battue rétroflexe voisée
La consonne battue rétroflexe voisée est un son consonantique assez peu fréquent dans les langues parlées. Le symbole dans l'alphabet phonétique international est [ɽ]. Ce symbole représente un [r] dont le bas de la hampe se termine en crochet vers la droite. Dans l'API, le [r] représente une consonne roulée.
Selon les langues, il peut être simple [ɽ], aspiré [ɽʱ], etc.

## Caractéristiques
Voici les caractéristiques de la consonne battue rétroflexe voisée :
- Son mode d'articulation est battu, ce qui signifie qu’elle est produite en contractant brièvement les muscles d'un point d’articulation, sur l'autre.
- Son point d’articulation est rétroflexe, ce qui signifie qu'elle est articulée avec la pointe de la langue retournée contre le palais.
- Sa phonation est voisée, ce qui signifie que les cordes vocales vibrent lors de l’articulation.
- C'est une consonne orale, ce qui signifie que l'air ne s’échappe que par la bouche.
- C'est une consonne centrale, ce qui signifie qu’elle est produite en laissant l'air passer au-dessus du milieu de la langue, plutôt que par les côtés.
- Son mécanisme de courant d'air est égressif pulmonaire, ce qui signifie qu'elle est articulée en poussant l'air par les poumons et à travers le chenal vocatoire, plutôt que par la glotte ou la bouche.

## En français
Le français ne possède pas le [ɽ].

## Autres langues
Quelques langues prononcent le [ɽ], dont le norvégien, le suédois, le japonais, l'hausa, l'hindi et l'ourdou, le yagan, etc.
| Langues                       | Mots  | API      | Sens         | Notes |
| ----------------------------- | ----- | -------- | ------------ | --- |
| Bengali                       | গাড়ি    | [ɡäɽiː]  | voiture      | Apicale postalvéolaire. |
| Haoussa                       | rani  | [ɽaːniː] | saison sèche | Écrite avec la lettre ‹ r › dans l’orthographe latine ou la lettre ‹ ر › dans l’orthographe ajami, comme l’apicale roulée [r] ou battue [ɾ]. |
| Haoussa                       | sarki | [saɽkiː] | émir, prince | Écrite avec la lettre ‹ r › dans l’orthographe latine ou la lettre ‹ ر › dans l’orthographe ajami, comme l’apicale roulée [r] ou battue [ɾ]. |
| Norvégien (central, oriental) | blad  | [bɽɑː]   | feuille      | Allophone de /l/ et /r/,. |